# Lasa (Bolzano)
Lasa (Laas) é uma comuna italiana da região do Trentino-Alto Ádige, província de Bolzano, com cerca de 3.703 habitantes. Estende-se por uma área de 110 km², tendo uma densidade populacional de 34 hab/km². Faz fronteira com Malles Venosta, Martello, Prato allo Stelvio, Silandro, Sluderno, Stelvio.

## Demografia
| Variação demográfica do município entre 1861 e 2011                               |
|                                                                                   |
| Fonte: Istituto Nazionale di Statistica (ISTAT) - Elaboração gráfica da Wikipedia |